# Europeiskt betalningsföreläggande
Europeiskt betalningsföreläggande implementerades i svensk rätt 2008 genom lagen (2008:879) om europeiskt betalningsföreläggande.
Lagen kompletterar Europaparlamentets och rådets förordning (EG) nr 1896/2006 av den 12 december 2006.

En ansökan om europeiskt betalningsföreläggande som ska göras i Sverige ges in till Kronofogdemyndigheten.
Europeiskt betalningsföreläggande är till för att fastställa att någon är skyldig att betala en skuld i gränsöverskridande fall. Med det avses att sökanden (borgenären) och den som påstås vara betalningsskyldig (gäldenären) är bosatta i olika länder.
- Ansökningsavgiften som är 300 kr måste betalas i förskott.[3]
- En särskild blankett måste användas.[4]
- Det finns även en särskild blankett för bestridande.[5]